# Ел „Че“ Гевара
Ел „Че“ Гевара  (на италиански: El „Che“ Guevara) е италиански игрален филм от 1968 г., режисиран от Паоло Хойш. Сред първите филми, направени за Ернесто „Че“ Гевара веднага след смъртта му, той се фокусира само върху приключенията му през последните месеци от живота му.

## Сюжет
В Боливия „Че“ Гевара, аржентинският революционер, ръководи малка група мъже, опитвайки се да убеди населението да се разбунтува срещу установеното правителство. След като завладява оръжия и припаси от лагер на войници, които са паднали в ръцете му, той се скрива в храстите, чакайки голяма група бунтовници да го достигнат. Но правителствените сили научават за присъствието му и се опитват да го хванат в капан. Те успяват да пресрещнат мъжете, които са му се притекли на помощ, и накрая успяват да го заключат в менгеме. В опит да се измъкне от обкръжението, групата е унищожена и раненият „Че“ Гевара е пленен. Запитан какво да прави с него, сега, когато той се е превърнал в мит, правителството получава заповед да го убие, като накара света да повярва, че е паднал в битка.

## Производство
Много екстериори от филма са заснети в Сардиния; по-специално, някои сцени са заснети в църквата Кармело и Пиаца Симула в Итири (СС).
Много от финалните сцени на филма са заснети в Сан Панталео (Олбия) Сардиния.